# Neue Wiener Werkstätte
Neue Wiener Werkstätte  ist eine Produktlinie der KAPO Möbelwerkstätten GmbH für Möbel und Polstermöbel, auf deren Herstellung sich das österreichische Unternehmen seit 1927 spezialisiert hat.

## Geschichte
Im Jahr 1927 gründete Karl Polzhofer I. die kleine Tischlerei KAPO in Pöllau (Steiermark). Den Schritt zum mittelständischen Unternehmen machte die dritte Generation des Familienunternehmens Ende der 1970er Jahre. 1986 übernahm die KAPO Möbelwerkstätten GmbH den Wiener Polstermöbelhersteller Harald Jodlbauer und mit ihm auch die Marke „Neue Wiener Werkstätte“. Der Anspruch der historischen Wiener Werkstätte findet in den Produkten der NWW seinen Niederschlag in der Verknüpfung von traditioneller Handwerkskunst und -qualität mit zeitgenössischem Design.
Ende Februar 2018 meldeten die KAPO Möbelwerkstätten Konkurs an.

## Unternehmen
Heute befindet sich das Unternehmen in der Hand der vierten Generation der Unternehmerfamilie Polzhofer und beschäftigt insgesamt rund 250 Mitarbeiter an drei Produktionsstandorten in Pöllau. Geschäftsführer Stefan Polzhofer leitet die KAPO Holding GmbH, die den beiden operativen Töchterunternehmen „KAPO Fenster und Türen GmbH“ (Produktion von Fenstern und Türen aus Holz und Holz-Alu) und „KAPO Möbelwerkstätten GmbH“ (Produktion von Möbel, Polstermöbel und Wohnaccessoires unter der Marke „Neue Wiener Werkstätte“) übergeordnet ist. Hauptmärkte im Vertrieb der Produkte sind unter anderem Österreich, Deutschland, Schweiz und Russland.

## Produkte
Unter der Marke Neue Wiener Werkstätte produziert das Unternehmen Möbel, Polstermöbel und Wohnaccessoires. Die Produkte werden in Zusammenarbeit mit Designern wie Hans Hopfer, Wolfgang Joop oder Annette Hinterwirth entwickelt und in Maßanfertigung hergestellt.
Ein Kennzeichen der Marke sind individuelle, maßgenaue Kompletteinrichtung in Privathäusern, Hotels, Restaurants, Büros und öffentlichen Einrichtungen. Eine eigene Objektabteilung ist auf die Abwicklung von Großprojekten spezialisiert und arbeitet mit den Architekten von der Planung bis hin zu Produktion und Montage zusammen.

## NWW Design Award
In der Tradition mit den Prinzipien der historischen Wiener Werkstätte initiierte das Unternehmen einen Design-Preis, mit dem Leistungen von Designern und Architekten im Bereich Möbel und Einrichtung ausgezeichnet werden, und der 2012 erstmals ausgelobt und im Zweijahres-Rhythmus vergeben wird. 
Der erste NWW Design Award 2012 zählte 297 Bewerbungen aus 20 Ländern.
Im Jahr 2014 wurden 196 Projekte aus 14 Ländern eingereicht.
Gewinner 2012
| Platzierung | Projekt                       | Designer                                        | Land        |
| ----------- | ----------------------------- | ----------------------------------------------- | ----------- |
| 1. Platz    | mobile gastfreundschaft-Küche | Maciej Chmara und Ania Rosinke (chmara.rosinke) | Österreich  |
| 2. Platz    | Stuhl Donald                  | Philipp Hermes und Dustin Jessen                | Deutschland |
| 3. Platz    | Hockerbank                    | Johanna Dehio                                   | Deutschland |

Gewinner 2014
| Platzierung   | Projekt                | Designer            | Land        |
| ------------- | ---------------------- | ------------------- | ----------- |
| 1. Platz      | APORTE                 | Benedikt Kartenberg | Deutschland |
| 2. Platz      | Wladimir (the Russian) | Tanja Unger         | Deutschland |
| 3. Platz      | Undefinierte Objekte   | FAMOS               | Deutschland |
| Special Award | Mustage                | Marina Fischer      | Deutschland |

Die Gewinnerprojekte des NWW Design Award werden als Prototypen von der Neuen Wiener Werkstätte produziert und in einer internationalen Wanderausstellung gezeigt.

## Auszeichnungen
- 2012: European Consumers Choice Award, für den Sessel „Atrium“ (Design Annette Hinterwirth)
- 2007: Staatliche Auszeichnung (Bundesministerium für Wirtschaft, Familie und Jugend)
- 2005: „Bester Familienbetrieb der Steiermark“ (Wirtschaftsblatt)